# كريس تومسون (لاعب كرة قدم)
كريس تومسون (بالإنجليزية: Chris Thompson)‏ (7 فبراير 1982 في المملكة المتحدة - ) هو لاعب كرة قدم بريطاني في مركز الهجوم. لعب مع غريمسبي تاون ونادي ليفربول ونادي سكاربورو ونادي تشورلي وBamber Bridge F.C. ‏ وسالفورد سيتي وWarrington Town F.C. ‏ وليك تاون ‏ ونورثويتش فيكتوريا ونادي بارو وليه جنيسيس ‏ وفليتوود تاون وDroylsden F.C. ‏.

## وصلات خارجية
- كريس تومسون على موقع قاعدة بيانات كرة القدم.إي يو (الإنجليزية)
- كريس تومسون على موقع Soccerbase.com (لاعب) (الإنجليزية)